# Свиридов Руслан Євгенович
Руслан Євгенович Свиридов (8 січня 1988, м. Київ, СРСР) — український хокеїст, захисник. Виступає за «Стяуа» (Бухарест) (Румунська хокейна ліга).
Виступав за «Сокіл-2» (Київ), ХК «Київ», «Сокіл» (Київ), «Компаньйон-Нафтогаз» (Київ).
У складі національної збірної України провів 3 матчі. У складі молодіжної збірної України учасник чемпіонатів світу 2005 (дивізіон I), 2006 (дивізіон I), 2007 (дивізіон I) і 2008 (дивізіон I). У складі юніорської збірної України учасник чемпіонатів світу 2004 (дивізіон II), 2005 (дивізіон I) і 2006 (дивізіон I).
Досягнення
- Чемпіон світу до 18-ти років у дивізіоні II (2004)
- Чемпіон України (2008, 2008, 2010)
- Володар Кубка України (2007).